# Trentepohlia (Mongoma) aequialba
Trentepohlia (Mongoma) aequialba is een tweevleugelige uit de familie steltmuggen (Limoniidae). De soort komt voor in het Oriëntaals gebied.